# Myrsine lanceolata
Myrsine lanceolata är en viveväxtart. Myrsine lanceolata ingår i släktet Myrsine och familjen viveväxter.

## Underarter
Arten delas in i följande underarter:
- M. l. lanceolata
- M. l. ouenarouensis